# 오노 히로노부
오노 히로노부(일본어: 小野 博信, 1987년 7월 7일 ~ )는 일본의 전 축구 선수이다.

## 구단 경력
과거 미토 홀리호크에서 활동하였다.